# London Fashion Week
London Fashion Week är en modeshow som hålls i London i England, två gånger per år (i februari och september). Det är en av de största modeshowerna i världen, tillsammans med bland annat New York Fashion Week, Milan Fashion Week och Paris Fashion Week. Dessa fyra modeshower brukar också kallas "The Big Four".